# Nunatak Mari
Nunatak Mari är en nunatak i Antarktis. Den ligger i Västantarktis. Argentina, Chile och Storbritannien gör anspråk på området. Toppen på Nunatak Mari är 129 meter över havet.
Terrängen runt Nunatak Mari är varierad, och sluttar österut. Trakten är obefolkad. Det finns inga samhällen i närheten.